# 文兴镇 (梓潼县)
文兴镇，原为文兴乡，是中华人民共和国四川省绵阳市梓潼县下辖的一个乡镇级行政单位。2018年撤乡设镇。。区划代码改为510725113。

## 行政区划
文兴镇下辖以下地区：
荣耀村、火花村、红塔村、灯塔村、四岭村、双凤村、照耀村、光辉村、高峰村、农丰村和盘龙村。